# Maria Lamas
Maria da Conceição Vassalo e Silva da Cunha Lamas (Sâo Pedro, Torres Novas, 6 d'octubre del 1893 — Alcântara, Lisboa, 6 de desembre del 1983) fou una escriptora, traductora, periodista i activista feminista portuguesa.

## Biografia
Maria Lamas nasqué a la parròquia de Sâo Pedro, a Torres Novas, districte de Santarém; era filla de Maria da Encarnaçâo Vassalo e Silva, natural d'Alcanena (llavors pertanyent al municipi de Torres Novas), i de Manuel Caetano da Silva, natural de Mação.
Els pares eren d'origen burgés, catòlics del costat matern, i republicans i maçònics del patern. Era la germana major de Manuel António Vassalo e Silva, que seria el darrer governador de l'Índia Portuguesa, i cosina de les escriptores Maria Lúcia Vassalo Namorado i Alice Vieira.

#### Primers anys
Va assistir a l'escola primària del comte Ferreira, i al Col·legi de les Teresianes de Jesús, Maria i Josep, a Torres Novas, en règim d'internat.
El 10 de març del 1911, amb 17 anys, feu el primer casament civil a la localitat, quan es casà amb Teófilo José Pignolet Ribeiro da Fonseca, de 24 anys, natural de Macau, republicà i oficial de l'Escola Pràctica de Cavalleria de Torres Novas. El 1911, embarassada, acompanyà el marit, enviat per a treballar en una presó militar, a Capelango, Angola. Uns mesos després, hi nasqué la seua primera filla.
Al 1913, malgrat trobar-se embarassada de nou, va decidir deixar el seu marit i tornar a Portugal. Disposada a aconseguir el divorci i a lluitar per la tutela de les filles, la seua imatge popular fou greument danyada, no sols perquè llavors el divorci i l'emancipació de la dona encara eren tabú en la tradicional societat portuguesa, sinó també per haver atacat verbalment el seu marit en públic.
Durant la Primera Guerra Mundial i la partida del marit al front de Flandes i França, Maria Lamas hagué de buscar independència econòmica. Treballà en l'Agència Americana de Notícies gràcies a la periodista i amiga Virgínia Quaresma, i en els diaris Correio da Manhâ i A Época. Esdevingué així una de les primeres dones periodistes professionals a Portugal.

#### Anys 1920
El 1920, es va divorciar per mutu consentiment de Teófilo José Ribeiro da Fonseca. Es casà, el 25 d'abril del 1921, a Lisboa, amb el periodista monàrquic Alfredo da Cunha Lamas. D'aquest casament nasqué Maria Cândida. A causa de les diferències ideològiques i temperaments incompatibles, la parella se separà poc després del naixement de la seua filla, sense divorciar-se mai; és per això que Maria conservàs el cognom Lamas. Alfredo da Cunha Lamas va morir el 1953.
El 1920, treballava per a l'Agència Americana (brasilera) de Notícies (AAN).
Va començar a escriure per als diaris O Século, O Almonda, A Joaninha, A Voz, A Capital, i Diário de Lisboa, i va publicar poemes (Els Humils, 1923), cròniques, fulletons, novel·les (Diferència de races, 1923; Camí Lluminós, 1927; A més de l'Amor, 1935; Illa Verda, 1938), textos infantils, juvenils i textos sobre la reivindicació dels drets de les dones.
El 1928, dirigeix el suplement Modas & Bordados del diari O Século, a proposta de l'escriptor i redactor Ferreira de Castro.
També llavors comença a parlar sobre el dret a la felicitat, la lluita per la dignificació i l'emancipació de les dones, i entra en el Consell Nacional de les Dones Portugueses (CNMP), presidit per l'activista Adelaide Cabete.
Dos anys després, té una relació d'"amitié amoureuse" (amistat amorosa) amb l'escriptor Ferreira de Castro, amb qui treballava en O Século.

#### Anys 1930 i 1940
Al 1930, va crear, en col·ligació amb el Consell Nacional de les Dones Portugueses i el periòdic O Século, l'“Exposició de l'Obra Femenina, antiga i moderna, de caràcter literari, artístic i científic", per donar visibilitat al treball de les dones, de tot el país, «des del treball de les artesanes fins al de les intel·lectuals, des d'un teler de Trás-os-Montes fins a la taula de treball de Carolina Michaelis de Vasconcelos». Aquesta iniciativa, que va durar dos mesos, generà una forta afluència i atenció mediàtica, i possibilità obrir les portes de l'organització feminista, que la trià presidenta de les seccions d'Educació, el 1937, i de Literatura, el 1939, i la col·locà al focus de l'esfera política i social de l'època: el 7 de febrer del 1934 li donaren el grau d'Oficial de l'Orde de Sant Jaume de l'Espasa, pel seu treball a favor dels drets de les dones. Amb aquesta organització, va fer mítings feministes, no pas sempre amb èxit.
El 1937 organitza, als salons d'O Século, l'exposició "Estores d'Arraiolos" fetes per les dones tancades a la Presó das Mónicas.
Més tard entra en l'Associació Femenina per a la Pau, de Porto, i signa les obres com a Maria Lamas. Fins llavors, havia emprat pseudònims com ara Serrana d'Ayre, Rosa Silvestre, Vagna Ina i Armia.
Al 1941-42, tradueix El general Dourakine, de la Comtessa de Ségur, i El petit lord, de Frances H. Burnett, i adapta David Copperfield, de Charles Dickens. Publica la novel·la infantil La vall dels encanteris.
El juliol del 1945, és presidenta del Consell Nacional de les Dones Portugueses, amb la promesa de promoure campanyes d'alfabetització per tot el país; tanmateix, no va tenir temps d'executar-ne el mandat. Uns mesos després de la seua elecció, a causa del clima polític en què el país es trobava, ja dins l'Estat Nou feixista, és obligada pel director del periòdico O Século, João Pereira de la Rosa, a escollir entre continuar en la direcció de la revista Modas & Bordados o al capdavant de l'organització feminista. Maria Lamas no dubta pas i dimiteix del càrrec de la revista, i comença una de les seus obres més importants: Les dones del meu país (1947-1950), el primer reportatge sobre les condicions de vida de les dones portugueses. Aleshores, però, l'obra va ser considerada sensacionalista.
Al 1947, després de la realització, en la Societat Nacional de Belles Arts, de l'exposició "Llibres escrits per dones", l'activitat del Consell Nacional de les Dones Portugueses fou prohibida pel govern.

#### Anys 1950 i 1960
Va continuar els anys següents fent una intensa activitat propagandista contra l'Estat Nou feixista, dins el Consell Mundial de la Pau i l'Oposició Democràtica, manifestant el suport a la candidatura de José Norton de Matos i entrant en la Comissió Central del Moviment Nacional Democràtic. Aquestes accions li ocasionaren persecució de la PIDE i tancaments a la presó de Caxias (1949, 1950-1951, 1953). Va participar a congressos, seminaris i conferències pels drets de les dones i per la pau mundial, pressionant perquè altres països no tancassen els ulls a la dictadura de Portugal.
El 1955, s'autoexilia a Madeira, on roman prop d'any i mig i hi escriu Arxipèlag de Madeira - meravella atlàntica (1956).
Al 1962, cansada de viure perseguida per la policia, viatja a París, i hi resideix com a exiliada política, al Grand Hotel Saint-Michel, del Quartier Latin. Ací coneix l'escriptora Marguerite Yourcenar i desenvolupa una intensa activitat política de suport als portuguesos refugiats que s'oposaven al règim feixista. Torna a Portugal el 3 de desembre del 1969, amb la garantia que no hi havia en les fronteres cap mandat de captura contra ella.

#### Després del 25 d'abril del 1974
Finalment, amb l'arribada de la Revolució dels Clavells, el 25 d'abril del 1974, Maria Lamas, amb 80 anys d'edat, fou homenatjada diverses vegades: dirigia el Comité Portugués per a la Pau i la Cooperació; era directora honorària de la revista Modas & Bordados (1974); presidenta d'honor del Moviment Democràtic de Dones (1975); directora de la publicació Dones (1978). S'afilià al Partit Comunista Portugués; va rebre l'Orde de la Llibertat del president António Ramalho Eanes (1980); fou homenatjada per l'Assemblea de la República (1982); i també va rebre la Medalla Eugénie Cotton, de la Fédération Démocratique Internacionale des Femmes (FDIM) (1983).
Va morir el 6 de desembre del 1983, amb 90 anys, a la parròquia d'Alcântara de Lisboa, deixant una nota per a la família: «Amb el cor ple d'amor jo volia només dir que us estime molt, i agrair-vos tot el que us dec». Es troba al Cementeri de Benfica, a Lisboa.

## Intervenció política
- El 1945 signa les llistes de suport al Moviment Unitari Democràtic Juvenil (MUDJ) i treballa en el Consell Nacional de les Dones Portugueses (CNMP)
- El 1946 presideix la direcció del Consell Nacional de les Dones Portugueses.
- El 1946 participa en el congrés que donaria origen a la Federació Democràtica Internacional de Dones (FDIM).
- Forma part de la direcció del Moviment d'Unitat Democràtica (MUD), des d'on combat el règim feixista de Salazar.
- El 1949 l'empresonen al Fort de Caxias, i encara hi seria dues vegades més.
- El 1953 és membre del Consell Mundial de la Pau, a Budapest; visita la Unió Soviètica i de retorn a Portugal la tanquen a la Presó de Caxias.
- El 1957 participa en la Conferència Mundial Per a la Pau, a Colombo, Sri Lanka; visita la República Popular de la Xina, i és rebuda pel primer ministre Zhou Enlai; viatja pel Japó, visita Hiroshima, i participa en la III Conferència Mundial contra les Bombes A i H.
- El 1958 participa a Copenhaguen en el Congrés Internacional de Dones.
- Participa diverses vegades en Congressos Mundials de la Pau.
- Entre 1962 i 1969, s'exilia a París.
- El juliol del 1962 presideix la delegació portuguesa de la Conferència Per a la Pau i Desarmament, a Moscou.
- El 1968 viu de prop els esdeveniments de maig de 68 a París.
- El 1969 torna a Portugal i rep nombrosos homenatges de la societat civil.
- Filiació en el Partit Comunista Portuguès després del 25 d'abril del 1974.
- El 1975 participa a Berlín en el VII Congrés de la FDIM.

## Obres publicades
- Humils (poesia) (1923).
- Diferència de races (novel·la) (1924).
- El camí lluminós (novel·la) (1928).
- Maria Cotovia (infantil) (1929).
- Les aventures de cinc germanets (infantil) (1931).
- La muntanya meravellosa (infantil) (1933).
- L'estrela del nord (infantil) (1934).
- Arracades de cirera (infantil) (1935).
- A més de l'amor (novel·la) (1935).
- L'illa verda (infantil) (1938).
- La llegenda de la papallona (text per a projecte il·lustrat de Roberto Araújo) (1940).[19]
- La vall dels encanteris (infantil) (1942).
- El camí lluminós (1942).
- Les dones del meu país (1948).
- La dona en el món (1952).
- El món dels déus i dels herois, mitologia general (1961).
- Arxipèlag de Madeira (1956).

## Documents
El llegat documental de Maria Lamas es troba a la Biblioteca Nacional de Portugal.